# Kenny van Hummel
Kenny van Hummel (født 30. september 1982) er en hollandsk tidligere professionel cykelrytter.
Kenny Van Hummel er nok aller mest kendt fra sin tour debut i Tour de France, hvor han i 2009 ligger på sidste pladsen, han siger det er hans plads, og han har det fint med at bare kunne gennemføre løbet. Dette lykkedes dog ikke for ham, da han på 17. etape måtte give op, efter at have kørt alene i mål, som sidste mand gennem mange etaper.